# John Vrancken
John Christian Emile Gabrielle Vrancken (Albertstad, Belgisch Congo, 18 februari 1951) is een voormalig Belgisch politicus voor Vlaams Belang en LDD.

## Levensloop
Hij werd beroepshalve bestuurder van vennootschappen. Tot 2008 was Vrancken afgevaardigd beheerder van de industriële bekleder Markad Technologies en van 2009 tot 2016 zaakvoerder van Arcat Recin Technologies, tevens actief in de industriële bekleding.
Bij de derde rechtstreekse Vlaamse verkiezingen van 13 juni 2004 werd hij voor het Vlaams Belang verkozen in het Vlaams Parlement, voor de kieskring Limburg. Hij bleef Vlaams volksvertegenwoordiger tot juni 2009. Als Vlaams Parlementslid zetelde hij van 2004 tot 2008 in de commissies Economie, Werk en Sociale Economie en Buitenlands Beleid, Europese Aangelegenheden, Internationale Samenwerking en Toerisme.  Van 2007 tot 2009 was hij tevens gemeenteraadslid van Houthalen-Helchteren.
In augustus 2008 stapte Vrancken uit het Vlaams Belang uit onvrede met de eigengereidheid van de politieke mandatarissen die hij naar eigen zeggen ervoer en stapte hij over naar het rechts-libertaire LDD van Jean-Marie Dedecker. In he Vlaams Parlement ging hij als onafhankelijke zetelen. Hij werd in oktober 2008 voorzitter van de LDD-partijafdeling van de provincie Limburg. Hij was het niet eens met de partijkoers van de LDD, die hij onvoldoende gericht vond op inhoud, en in maart 2009 vertrok hij uit de partij en stopte hij met de politiek.